# Nicolas Martin du Nord
Pour les articles homonymes, voir Nicolas Martin, Martin et Nord (homonymie).
Nicolas Martin du Nord, né le 29 juillet 1790 à Douai et mort le 12 mars 1847 au château de Lormoy, est un magistrat et un homme politique français.

## Biographie
Après des études de droit à Paris, Nicolas Martin du Nord est reçu docteur en droit, et devient rapidement un brillant avocat au barreau de Douai. Il est plusieurs fois bâtonnier. Conseiller municipal, juge suppléant, vice-président des hospices de Douai, il se prononce pour la Restauration avec un empressement qui est ensuite l'objet des railleries de ses adversaires politiques, car il se rallie à la monarchie de Juillet dès le lendemain de la révolution de 1830.
Élu député le 28 octobre 1830 par le grand collège du Nord (571 voix sur 1.258 votants et 2.895 inscrits), il siège dans la majorité conservatrice dont il ne tarde pas à devenir l'un des membres les plus en vue grâce à ses talents oratoires. Il se fait remarquer notamment dans la discussion générale du projet de loi sur la composition des cours d'assises et sur les déclarations du jury (6 janvier 1831). Le 12 mars, il est le rapporteur de la commission chargée d'examiner le projet de loi concernant la procédure pour les délits de presse. Peu après (14 mars), il fait rejeter un amendement de Georges Humann qui propose d'appliquer à tous les travaux d'utilité publique entrepris par le gouvernement les dispositions exceptionnelles du projet sur l'expropriation temporaire des propriétés privées.
Réélu le 5 juillet 1831 par le 5e collège du département du Nord (Douai) (91 voix sur 128 votants et 152 inscrits contre 35 à M. Honoré, avocat), il est chargé d'un rapport important sur la loi sur l'avancement dans l'armée (8 octobre). En février 1832, il présente le rapport de la commission chargée d'examiner le projet de loi autorisant la ville de Paris à émettre un emprunt de 40 millions. Rapporteur de la commission d'enquête chargée d'examiner les agissements du Sieur Kessner, caissier général du Trésor public qui avait disparu en laissant un déficit de plusieurs millions, il est accusé d'avoir atténué, voire couvert, certaines responsabilités, et violemment pris à partie par l'opposition.
Nommé avocat général à la Cour de cassation le 6 août 1833, il voit son mandat de député confirmé par ses électeurs (93 voix sur 109 votants et 151 inscrits) et est désigné comme l'un des secrétaires de la Chambre des députés. Il présente le rapport du projet de loi sur les associations adopté le 26 mars 1834. Le 5 avril 1834, il est nommé procureur général près la cour d'appel de Paris, en remplacement de Jean-Charles Persil, nommé garde des sceaux. Le 15 avril, le roi le désigne pour remplir les fonctions de procureur général près la Cour des pairs, convoquée pour juger le procès des insurgés de Lyon (avril 1834). Sa promotion dans la magistrature l'amène à se représenter devant ses électeurs qui lui renouvèlent leur confiance le 10 mai 1834 (105 voix sur 170 votants). Il est également réélu lors du renouvellement général du 21 juin (109 voix sur 113 votants et 172 inscrits) et élu vice-président de la Chambre des députés le 8 août 1834.
En 1835, il est occupé par le procès des insurgés d'avril 1834 et, en 1836, par ceux de l'attentat de Fieschi, de l'attentat d'Alibaud, du complot de Neuilly-sur-Seine. Succédant au rapport de Girod de l'Ain, son réquisitoire dans le procès des insurgés d'avril occupa quatre séances.
Martin du Nord voyage en Suisse en septembre 1836 lorsqu'il est rappelé à Paris pour être nommé, le 19 septembre 1836, ministre des Travaux publics, de l'Agriculture et du Commerce dans le premier ministère Molé, fonctions que, malade, il ne peut remplir effectivement qu'à compter du 16 octobre. À ce titre il s'occupe des premières concessions du chemin de fer. Il présente des projets de loi pour l'achèvement de routes royales, de ports maritimes, de canaux et pour l'amélioration de diverses rivières navigables. Il dépose également le projet de loi sur l'application exclusive du système métrique et le projet de loi sur les vices rédhibitoires des animaux domestiques. Il fait lever la prohibition des fils de laine à l'étranger et abaisser les droits sur les houilles étrangères. Il augmente les encouragements à l'agriculture, tente une réorganisation du Conservatoire des arts et métiers et crée plusieurs bourses à l'École centrale des arts et manufactures. Il appuie et encourage également le développement de l'industrie de la soie.
Il conserve le même portefeuille dans le deuxième ministère Molé jusqu'au 30 mars 1839. Ses électeurs du Nord lui ont renouvelé son mandat les 29 octobre 1836, 4 novembre 1837 (116 voix sur 119 votants et 179 inscrits) et 2 mars 1839 (108 voix sur 129 votants). Réélu à la vice-présidence de la Chambre, il est nommé ministre de la Justice et des Cultes le 29 octobre 1840 dans le troisième ministère Soult, poste qu'il conserve jusqu'en 1847. Durant cette période, il ne cesse d'être réélu par ses électeurs de Douai, les 5 décembre 1840 (137 voix sur 140 votants), 9 juillet 1842 (173 voix sur 177 votants et 235 inscrits) et 1er août 1846 (172 voix sur 173 votants et 231 inscrits).
Comme Garde des Sceaux, il se signale par deux circulaires aux procureurs généraux du 22 septembre 1841, l'une concernant la ferme et rigoureuse exécution de la loi sur les associations illicites, l'autre concernant les délits de presse, qui sont vivement attaquées par l'opposition républicaine. Il présente aux chambres la loi sur les ventes judiciaires des immeubles, sur la responsabilité des propriétaires de navires, sur les ventes aux enchères de marchandises neuves, sur la police de la chasse, sur le Conseil d'État, sur la restauration de la cathédrale Notre-Dame de Paris. Il s'occupa également de la réforme du régime hypothécaire, présenta à la Chambre des pairs un projet de loi sur le noviciat judiciaire et prépara une réforme du Code d'instruction criminelle. Comme ministre des Cultes, il mène avec succès de délicates négociations avec les Jésuites et avec le Saint-Siège.
Début janvier 1847 le ministre présente au roi sa démission ; il est en effet victime d’une rumeur qui court depuis Noël au terme de laquelle il aurait été surpris dans une maison de jeu avec des filles . Martin (du Nord) assorti sa demande de démission d’une requête : il souhaite qu’une enquête soit menée pour établir son innocence. Le Roi ordonne l’enquête qui blanchit le ministre . Il propose au ministre de reprendre ses fonctions ce que Martin (du Nord), malade, refuse. Par une lettre patente en date du 27 février 1847, le Roi anoblit le ministre comme Comte Martin du Nord.
Martin du Nord meurt le 13 mars 1847.
- Il épouse Adèle Sophie Charlotte Lefebvre, fille d'un négociant lillois, dont postérité :
  - Ernest, comte Martin du Nord, lieutenant-colonel du 2e régiment de Paris, auditeur au Conseil d'État et conseiller général du Nord, marié le 9 novembre 1847 à Julie Sophie Chaulin, dont:
    - Cécile Martin du Nord, mariée le 23 avril 1872 à Georges Marie Alphonse Esnault de La Devansaye;
    - Georges Martin du Nord, marié le 29 avril 1886 à Marie du Goût de Cazaux;
    - Delphine Jeanne Martin du Nord, mariée en 1875 avec Louis Étignard de La Faulotte;
    - Suzanne Martin du Nord, mariée le 23 avril 1887 avec René Gaborit de Montjou.

  - Delphine Martin du Nord, épouse de Gustave Roland-Gosselin, dont:
    - Marie Alexandrine Roland-Gosselin.

  - Clémence Martin du Nord, épouse de Léon Roland-Gosselin, dont:
    - Marcel Roland-Gosselin, marié le 2 juin 1915 avec Marie Thérèse de Vasselot de Régné;
    - Robert Roland-Gosselin
    - André Roland Gosselin, marié avec Marie Dutey-Harispe.

  - Charles Martin du Nord, marié avec Lucie Marie Eugénie Louveau, dont:
    - Fernand Martin du Nord, marié avec Lucie Viellard;
    - Renée Martin du Nord, mariée le 20 avril 1898 avec Joseph Petit de Bantel.

## Décorations
- Grand-croix de l'ordre national de la Légion d'honneur par décret du 29 octobre 1845.

## Armes
| Image | Armoiries |
| ----- | --- |
|       | Nicolas Martin († 1847), comte Martin du Nord par lettres patentes du roi Louis Philippe Ier, Garde des sceaux, Ministre, député. Parti, au 1 de gueules à une main de justice d'argent montée d'or; au 2, d'or à la tour de gueules, sommée d'un lion naissant de sable; au chef d'azur, brochant sur le parti et chargé de trois étoiles d'or |